# Aultman Company
Aultman Company war ein US-amerikanischer Hersteller von Automobilen.

## Unternehmensgeschichte

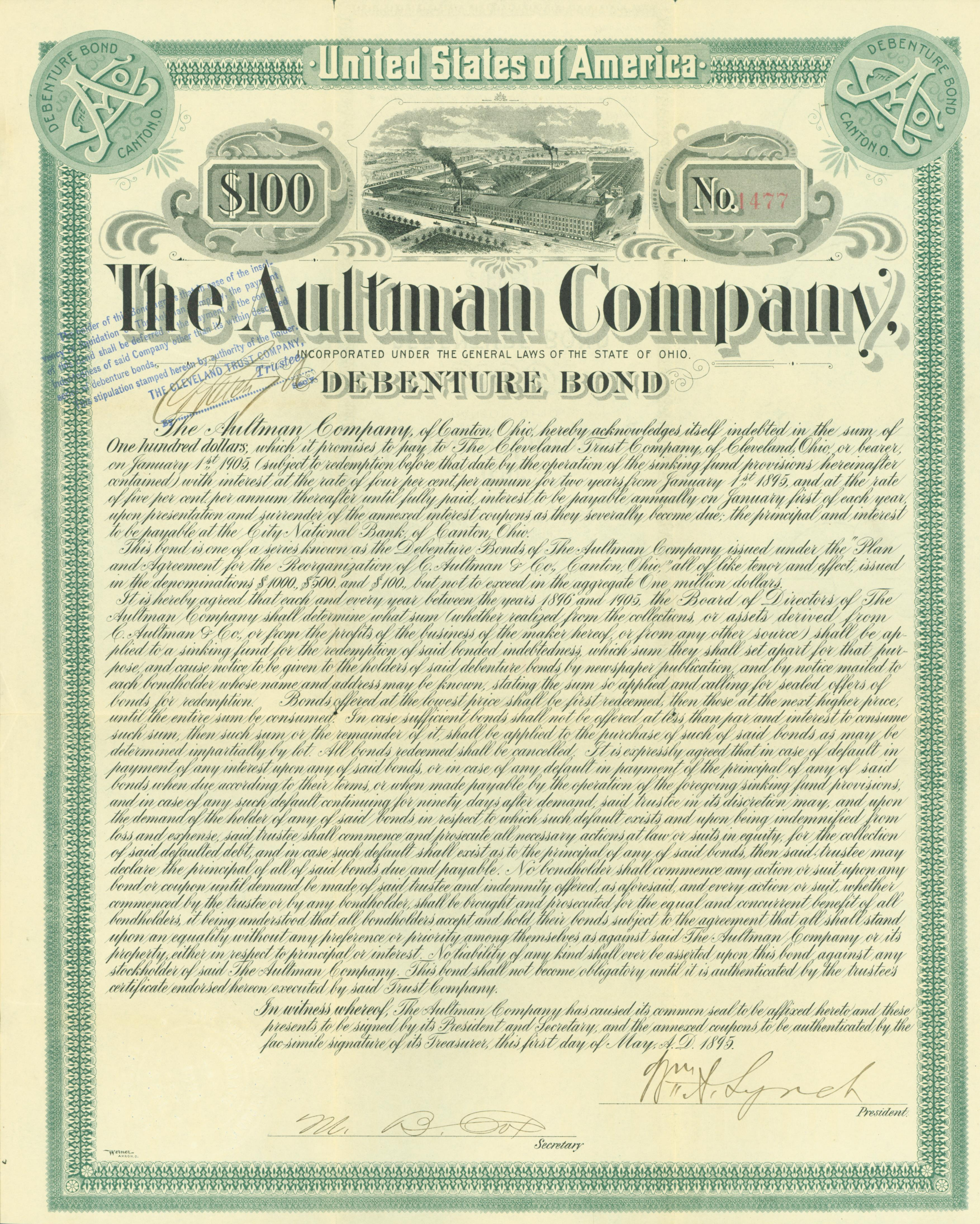
Bond der Aultman Company vom 1. Mai 1895

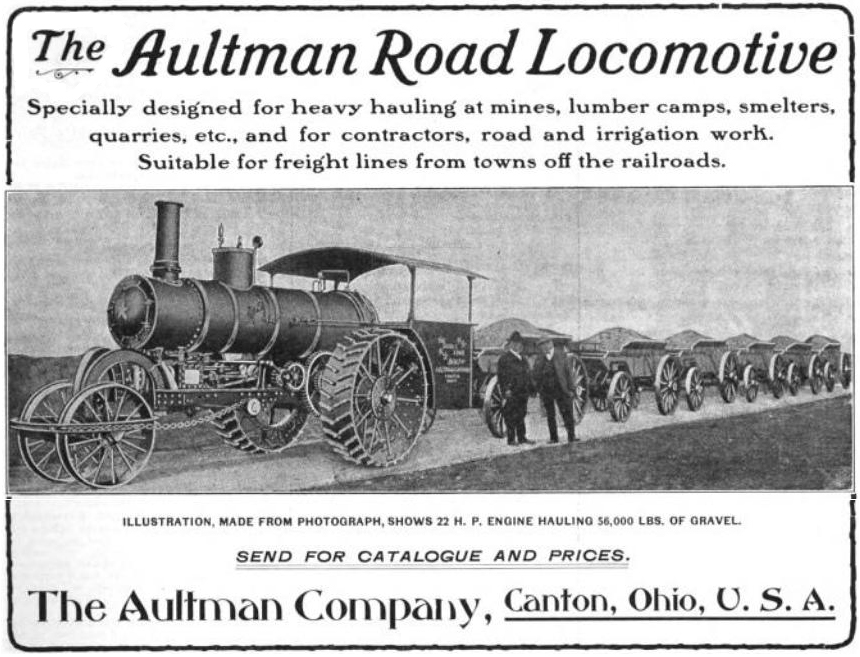
Aultman-Anzeige von 1904

Henry J. Aultman hatte bereits 1898 einen Dampfwagen in Cincinnati in Ohio hergestellt. 1901 zog er nach Canton in Ohio und gründete das Unternehmen. Bereits im März 1901 waren die ersten zehn Fahrzeuge nahezu auslieferungsfähig, die vorbestellt waren. Der Markenname lautete Aultman. Im Oktober 1902 gab es Probleme, die jedoch überwunden wurden. Im September 1905 endete die Produktion, als das Unternehmen in Insolvenz ging.

## Fahrzeuge
Angeboten wurden ausschließlich Dampfwagen. Eine Abbildung zeigt einen leichten offenen Zweisitzer mit Verdeck. Die Motorleistung wurde über eine Kette an die Hinterräder übertragen. Es gab auch Nutzfahrzeuge mit Dampfmotor, von denen eines einen Vierradantrieb hatte.
Im September 1901 entstand ein Fahrzeug mit einem Ottomotor, der ein Prototyp blieb. Es hatte einen Lenkhebel.